# هوندا سي بي آر 400 آر آر
هوندا سي بي آر 400 آر آر(بالإنجليزية: Honda CBR400RR)‏ هي دراجة نارية من تصنيع هوندا.